# Franz-Adolf Gehlhaar
Franz-Adolf Gehlhaar (* 16. Februar 1937 in Königsberg; † 14. Februar 2016 in Bad Soden am Taunus) war ein deutscher Lehrer und Kommunalpolitiker. Er wurde Opfer des Amoklaufs von Eppstein 1983.

## Leben und Wirken
Gehlhaar war pädagogischer Leiter der Freiherr-vom-Stein Gesamtschule in Vockenhausen, einem Stadtteil von Eppstein. 
Am 3. Juni 1983 wurde er beim Amoklauf von Eppstein Opfer des Amokläufers Karel Charva (1948–1983). Gehlhaar unterrichtete Englisch in der 6. Klasse, als Charva gegen 10.45 Uhr das Klassenzimmer betrat und auf ihn schoss. Der Schuss verfehlte ihn. Gehlhaar ging auf den Schützen zu und bat ihn, nicht auf die Kinder zu schießen, sondern mit ihm zu reden. Charva eröffnete daraufhin das Feuer auf Gehlhaar und traf ihn sieben Mal in den Magen, das Gesicht und den linken Arm. Als Gehlhaar schwer verletzt auf dem Boden lag, begann Charva auf die Kinder zu schießen. Bei dem Amoklauf starben drei Schüler, der Rektor der Schule und ein Polizist.
Nach der Tat konnte Gehlhaar nicht mehr in den Schuldienst zurückkehren.

### Kommunalpolitik
Gehlhaar war seit 1969 Mitglied der SPD und lange Zeit Fraktionsvorsitzender seiner Partei in der Gemeindevertretung von Liederbach am Taunus, in der er sich von 1972 bis 1989 engagierte. Er übte auch das örtliche Schiedsamt aus.

## Auszeichnungen
- 1983: Großes Verdienstkreuz der Bundesrepublik Deutschland